# Odense (stacja kolejowa)
Odense Banegård Center - stacja kolejowa w Odense, na wyspie Fionia, w Danii. Stacja ma 3 perony.